# Cecropia peltata
La Cecropia peltata és una de les 61 espècies del gènere Cecropia. És un arbre representatiu de la zona intertropical americana i s'estén des de Mèxic fins a Amèrica del Sud, incloent les Antilles. És comú a la terra calenta, encara que pot arribar a aconseguir més de 2000 metres
 d'altura en els vessants montanyoses, formant part del que es coneix com a selva ennuvolada. El seu nom en anglès és trumpet tree i coulequin en francès, a Sud-amèrica es diu yarumo o yagrumo.

## Ecologia
La Cecropia peltata és un arbre de 5 a 20 m d'altura, dioic, pel que té flors masculines i femenines en individus distints. És de creixement ràpid i de vida curta, les arrels són superficials. És un típic arbre pioner, creix als rastrulls, raó per què és ideal per a projectes de reforestació. Pot créixer en qualsevol part, incloent-hi les parets i pilars de ciment dels ponts i altres construccions.
Se'n poden veure en la imatge de «La Piedra de la Virgen», una desena de «yagrumos» a ambdós costats de la carretera de la ciutat venezolana de Santa Elena de Uairén, el que en mostra el caràcter pioner, ja que envaeix ràpidament qualsevol espai erm. No obstant això, a l'interior de la selva, no se'n trobaran quasi cap o gaire.